# Mago Shazam
Il Mago Shazam è un personaggio dei fumetti creato da Bill Parker e C.C. Beck per la Fawcett Comics. È un anziano mago che dona al giovane Billy Batson il potere di trasformarsi nel supereroe noto come Capitan Marvel.

## Storia editoriale
Il personaggio venne creato da Bill Parker e da C. C. Beck per la Fawcett Comics ed esordì sulla serie Whiz Comics n. 2. La DC Comics fece poi esordire nel 1973 la testata Shazam!, una serie dedicata al personaggio di Captain Marvel.
Nel 2012 la DC Comics modificò ufficialmente il nome di Capitan Marvel in Shazam per risolvere il conflitto dovuto all'omonimia con il personaggio Capitan Marvel della Marvel Comics e da allora sia il mago che il supereroe prima noto come Capitan Marvel hanno condiviso il nome di "Shazam" nelle storie a fumetti pubblicate da allora; successivamente il mago rivela che "Shazam" non è il suo vero nome ma che si chiama Mamaragan.

## Biografia del personaggio
In una storia scritta da E. Nelson Bridwell per World Finest Comics n. 62 (aprile/maggio 1980) furono esplorate le origini di Shazam. In questa storia si spiega che Shazam era un giovane pastore che divenne "Il Campione", uno dei primi supereroi del mondo nell'antica Canaan oltre 5000 anni fa, pronunciando la parola magica "VLAREM!". Vlarem (l'anagramma di "Marvel"), rappresenta i seguenti eroi che garantivano al Campione i suoi poteri:
| V | per la forza di Voldar       | Il Campione ha un incremento notevole di forza, e può piegare con facilità l'acciaio, abbattere i muri con un pugno e sollevare oggetti pesanti. |
| L | per la saggezza di Lumian    | Come Campione, Shazam ha istantaneamente accesso a una vasta conoscenza. |
| A | per la velocità di Arel      | Grazie all'acquisizione della velocità di Arel, il Campione può volare e muoversi a velocità supersoniche. |
| R | per il potere di Ribalvei    | Il potere di Ribalvei, oltre a generare il fulmine magico che lo trasforma nel Campione, ne aumenta anche le altre abilità fisiche, gli conferisce invulnerabilità fisica e resistenza alla maggior parte degli incantesimi magici, e gli permette di effettuare viaggi interdimensionali. |
| E | per il coraggio di Elbiam    | Come la saggezza, quest'aspetto è innanzitutto psicologico, e conferisce al Campione una forza interiore sovrumana alla quale attingere. |
| M | per la resistenza di Marzosh | Usando la resistenza di Marzosh, il Campione può sopportare e sopravvivere alla maggior parte degli assalti fisici. In più, non ha bisogno di mangiare, dormire o respirare, e può sopravvivere nello spazio.                                                                              |

Ad un certo punto, il Campione venne sedotto da una demone in forma di donna bellissima e i due concepirono due figli per metà demoni, Blaze e Satanus, che furono il dispiacere degli dei. Poi il Campione creò la Roccia dell'Eternità fondendo due grandi rocce: una proveniente dal Paradiso e una dall'Inferno per tenere imprigionate "Le Tre Facce del Male", un demone simile a un drago.

### Black Adam
Molti secoli più tardi, il Campione, ora conosciuto col nome di Shazam, sente la necessità di passare i suoi poteri a un successore. Scelse il figlio del Faraone Thet-Adam a cui donare i poteri per diventare il potente Mighty-Adam, pronunciando la parola magica "Shazam". Mighty-Adam prende il suo potere da:
- la resistenza di Shu;
- la velocità di Heru;
- la forza di Amon;
- la saggezza di Zehuti;
- il potere di Aton;
- il coraggio di Mehen.

Come fece sua madre, Blaze, la figlia di Shazam, prese la forma di una bellissima donna, sedusse Thet-Adam e lo convinse a uccidere il faraone e prendere il possesso del regno. Un arrabbiato Shazam tolse i poteri ad Adam e li pose all'interno di un gioiello a forma di scarabeo, invece di ucciderlo. Una più malvagia reincarnazione di Thet-Adam, chiamato Theo-Adam, rubò il gioiello molti secoli dopo e usò i poteri di Shazam per diventare Black Adam.

### La creazione di Capitan Marvel
Millenni più tardi, il Mago venne risvegliato nel 1940 dalla Malcom Expedition, una delle tante spedizioni archeologiche nelle tombe e nelle piramidi dell'antico Egitto. I sarcofagi di Isis l'Invincibile e della sua compagna la Principessa Taia vengono scoperte e portate negli Stati Uniti d'America. Shazam tenne gli occhi sui sarcofagi e una volta esposti al museo di Fawcett City, usò i suoi incantesimi per resuscitare Ibis. Ibis quindi si allea con Bulletman, Spy Smasher, Minute-Man e molti altri per combattere il male durante la seconda guerra mondiale. Nel 1955, un tizio colpisce Shazam alla testa con un piede di porco e gli causa la perdita della memoria.
Uno sperduto Shazam vagò per Fawcett City per i quarant'anni successivi finché C.C. Batson, un giovanotto che Shazam incontrò durante la Malcom Expedition, porta l'anziano signore al museo per aiutarlo a recuperare la memoria. Shazam sente di aver trovato un successore nel giovane Batson, ma prima di poter agire su di lui, un Theo-Adam posseduto, uccide il giovane Batson e sua moglie Marilyn. Decise quindi di passare al piccolo figlio di Batson, Billy, i suoi poteri.
Shazam informa Billy Batson che ha usato i suoi poteri per molti secoli al fine di combattere le forze del male ma che adesso è troppo vecchio per continuare. Quindi passa parte dei suoi poteri a Billy il quale, pronunciando la parola "Shazam", si trasforma in Capitan Marvel. Shazam rimane ucciso da un masso e da quel momento in poi Billy/Capitan Marvel può contattare il fantasma del mago per chiedergli consiglio accendendo un braciere nella caverna di Shazam, nella Roccia dell'Eternità. Molti supereroi presto si allearono con Billy per portare avanti l'eredità di Shazam, inclusi i membri della cosiddetta Famiglia Marvel, ovvero Mary Marvel e Capitan Marvel Jr..
Quando Billy incontra il mago per la prima volta, Shazam gli dice che il suo nome è un acronimo di sei tra eroi e dei greco-romani, e profeti giudeo-cristiani. Queste divinità gli conferiscono determinati poteri:
- la saggezza di Salomone;
- la forza di Ercole (Hercules);
- il coraggio di Achille;
- il potere di Zeus;
- la resistenza di Atlante;
- la velocità di Mercurio;

## Altri media

### Cinema
- Il mago Shazam appare nei film del DC Extended Universe Shazam! (2019) e Black Adam (2022) ed è interpretato da Djimon Hounsou (l'attore che ha interpretato Korath nei film del Marvel Cinematic Universe, Guardiani della Galassia (2014) e Captain Marvel (2019), e il Re Ricou nel film Aquaman (2019)).
- Il mago Shazam riapparirà nel film Shazam! Furia degli dei (2023), interpretato dallo stesso Djimon Hounsou.

### Videogiochi
Il personaggio compare nei seguenti titoli:
- Mortal Kombat vs DC Universe
- Injustice: Gods Among Us